# Huaca Infantas I
Santa Luzmila Sector 3 conocido como Huaca Infanfas I es un yacimiento arqueológico ubicado en el distrito de Los Olivos, en la ciudad de Lima, capital del Perú. Fue declarado patrimonio cultural de la Nación mediante la Resolución Directoral Nacional N° 085/1NC
Es un montículo de forma piramidal con vestigios arqueológicos que podrían remontarse al período Formativo (2000 a. C.-200 d. C.). Es probable que haya conformado un gran templo en U junto a la Huaca Infantas II y otros montículos desaparecidos que datarían de 200 años antes que el templo antiguo de Chavín. No presenta construcciones ni muros visibles, en la cima se puede observar algunos adobes
Durante las excavaciones entre 2014 y 2015, como parte del Convenio específico de cooperación interinstitucional entre el Ministerio de Cultura y la Municipalidad Distrital de Los Olivos, se revelaron estructuras de adobe, telas de algodón, restos de huesos y fragmentos de cerámicas Ichma y Chancay, por lo que indica que la huaca pudo ser utilizado como cementerio.

## Galería

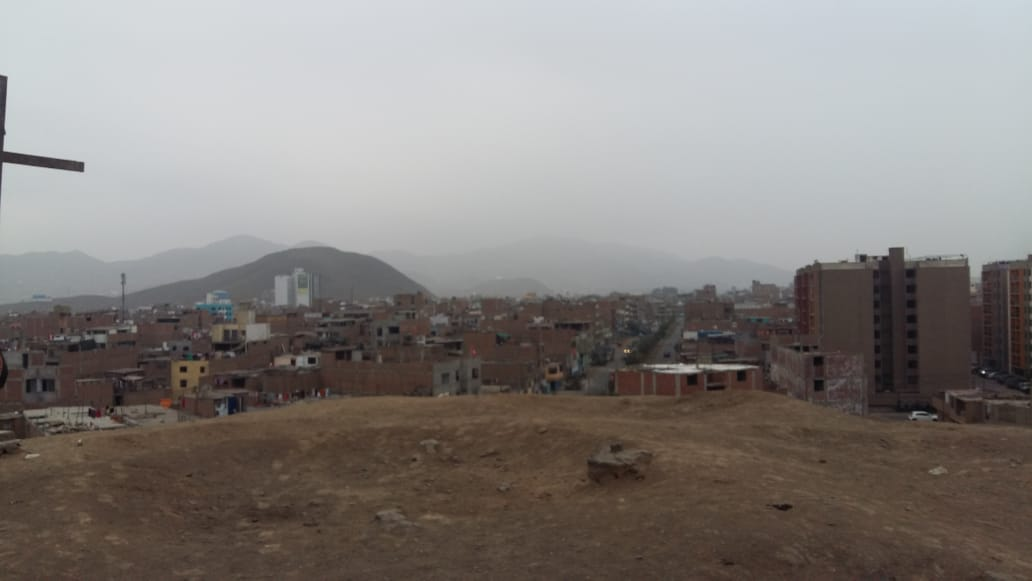
Cima de la Huaca Infantas I
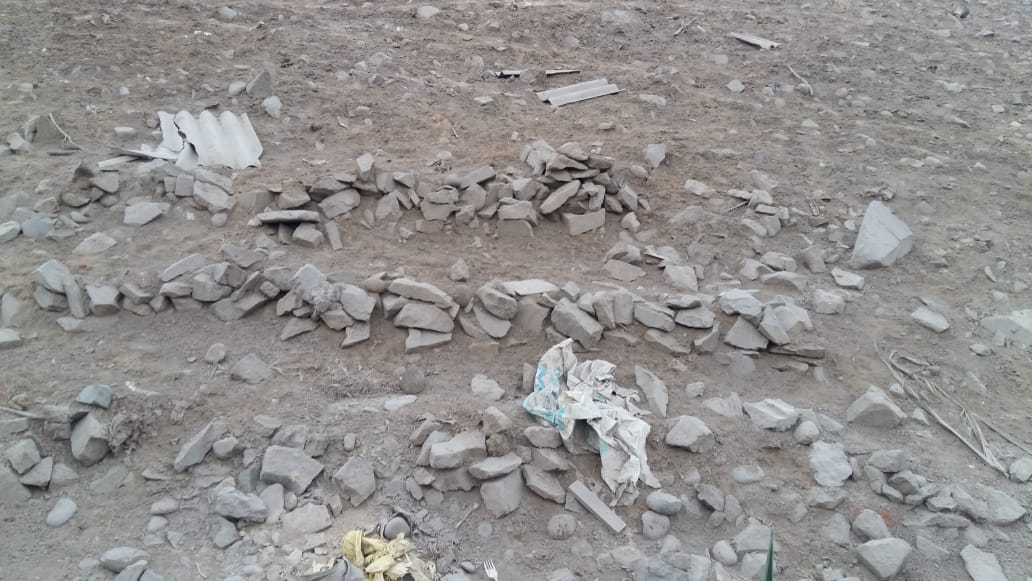
Posibles escaleras en la Huaca Infantas I
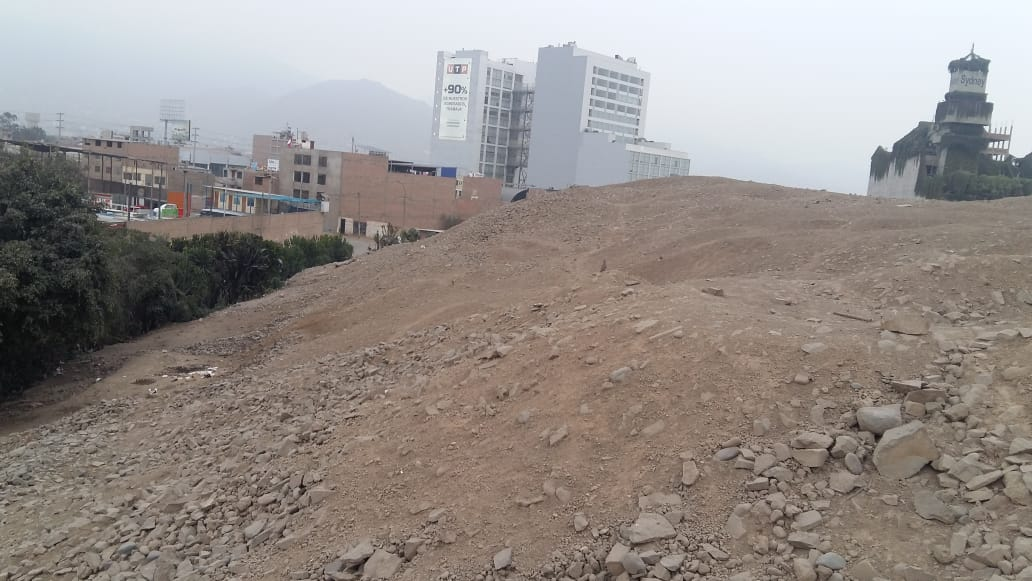
Parte oeste de la Huaca Infantas I